# Pfeffer (Gericht)

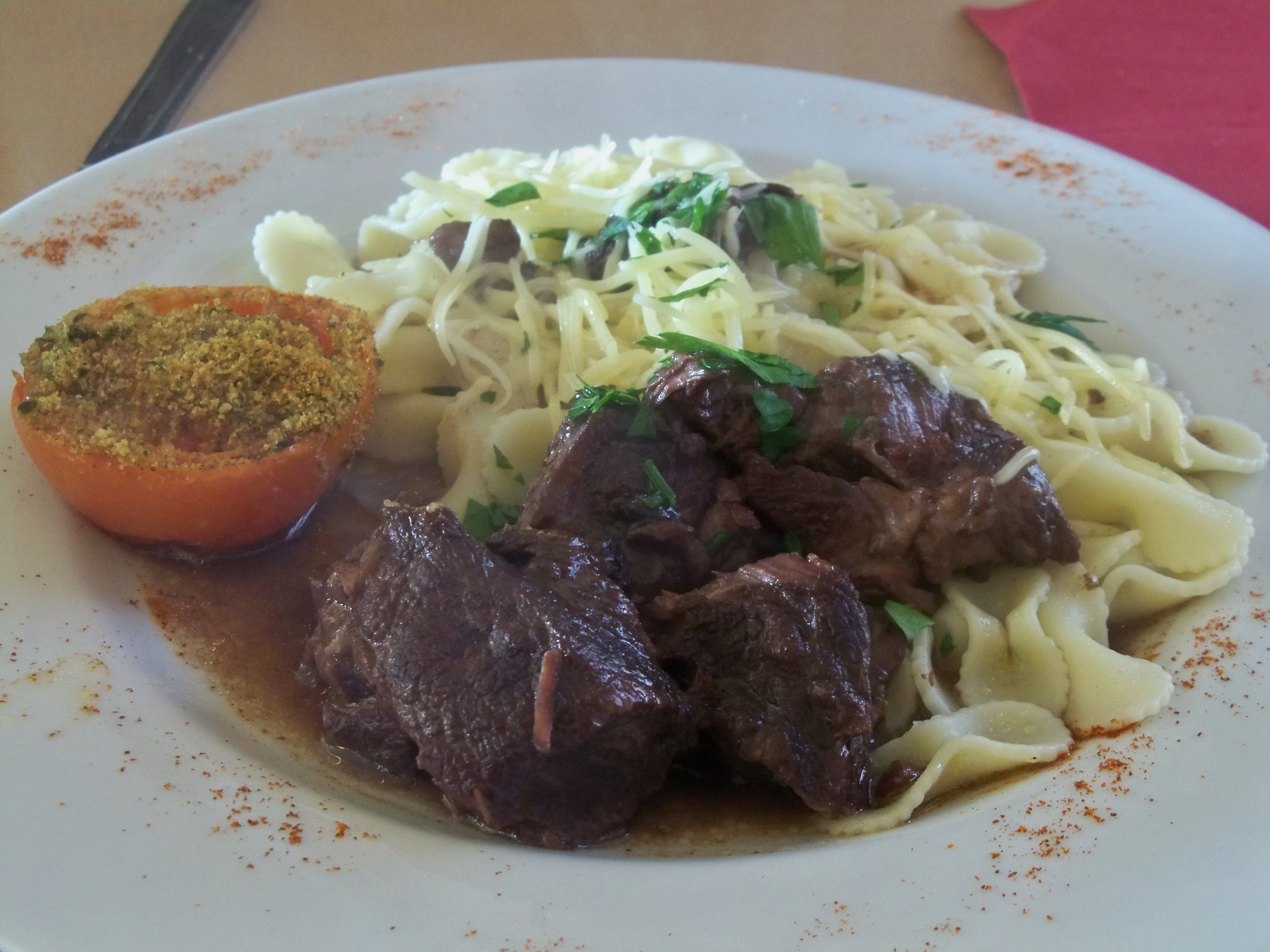
Pfeffer aus Wildschweinfleisch

Als Pfeffer (franz. civet) bezeichnet man Ragouts aus Fleisch von Haarwild (wilde Kaninchen und Hasen, Reh, Wildschwein) oder Schwein, die unter Verwendung des Blutes der Schlachttiere, verschiedenen Gemüsen und Rotwein (auch Weinbrand) zubereitet werden. Das Blut wird zur Bindung genutzt, was der Speise ihre Farbe und Cremigkeit verleiht; manchmal wird es durch Schweineblut ersetzt. Ursprünglich verwendete man für Pfeffer die Innereien und die weniger hochwertigen, für andere Zubereitungen nicht geeigneten Stücke. Die westfälische Variante des Pfefferpotthast wird grundsätzlich ohne Blut zubereitet. Im ländlichen Frankreich sind auch Pfeffer von Gänseklein (Civet d'abats d'oie) üblich; des Weiteren heißen in Frankreich auch Speisen civet, die von Krustentieren (Hummer), Schnecken oder (Thun-)Fisch mit Rotwein, Zwiebeln und Speck zubereitet werden.

## Varianten
- Gänsepfeffer
- Hasenpfeffer
- Kalbspfeffer: aus Kalbslunge
- Kaninchenpfeffer, auch „auf französische Art“ (Gibelotte de lapin): wie Hasenpfeffer zubereitet, ein Teil des Rotweins wird dabei durch dunklen Bratenfond ersetzt
- Rehpfeffer (Civet de chevreuil)
- Schweinepfeffer

Quelle Herings Lexikon der Küche:
Darüber hinaus ist auch Hirschpfeffer insbesondere in der Schweiz bekannt.